# Dibrova, Liubeșiv
Dibrova (în ucraineană Діброва) este un sat în comuna Zalazzea din raionul Liubeșiv, regiunea Volînia, Ucraina.

## Demografie
Componența lingvistică a localității Dibrova
     Ucraineană (99,55%)
     Alte limbi (0,45%)
Conform recensământului din 2001, majoritatea populației localității Dibrova era vorbitoare de ucraineană (99,55%), existând în minoritate și vorbitori de alte limbi.